# Marc Huylebroeck
Marc Huylebroeck is een Vlaamse radio- en televisiepresentator en voice-over.

## Biografie

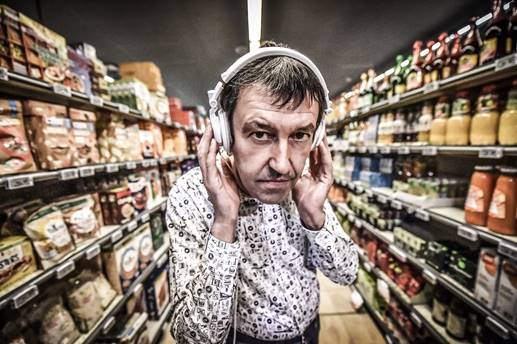
Muziek samen stellen voor winkels

Marc Huylebroeck (24 juni 1963) werd nationaal bekend in 1989 bij de start van VTM als voice-over in het Rad van fortuin. Hij kondigde de prijzen aan bij respectievelijk Walter Capiau en Bart Kaell.
In diezelfde periode presenteerde Marc ook de prijzen bij Walters Verjaardagshow (VTM).
Eerder maakte hij al radio bij radio Contact Brussel (de ochtend van 6 tot 9 uur in de periode van 1986 tot 1999) maar is begonnen bij radio Pajottenland (Lennik) in 1980.
In 1999 ging Marc in hetzelfde Contacthuis verder bij Familyradio (het tweede net), waar Marc de middag presenteerde en techniek deed voor Rani De Coninck. Familyradio werd later omgedoopt tot Contact2. Hier mocht Marc samenwerken met Gust De Coster. Nadat Ton Schipper stopte met de presentatie van Librado op Radio 1 (programma door derden op VRT) werd Marc zijn vervanger, dit tot het einde van de programma’s door derden.
Marc heeft ook heel wat reclamespots ingesproken voor nationale en lokale producten. In 2012 is Marc nog steeds in de media actief als producer – samensteller bij MusicMatic nu storever), een instore radiobedrijf dat muziek en video levert aan winkelketens.
Hij runt een kindershow (Priet Praat) en The A-Meezingshow.
Maakt nog steeds radio bij onder meer de Halse radio Victoria en Radio Rand